# Schloss Ruschany

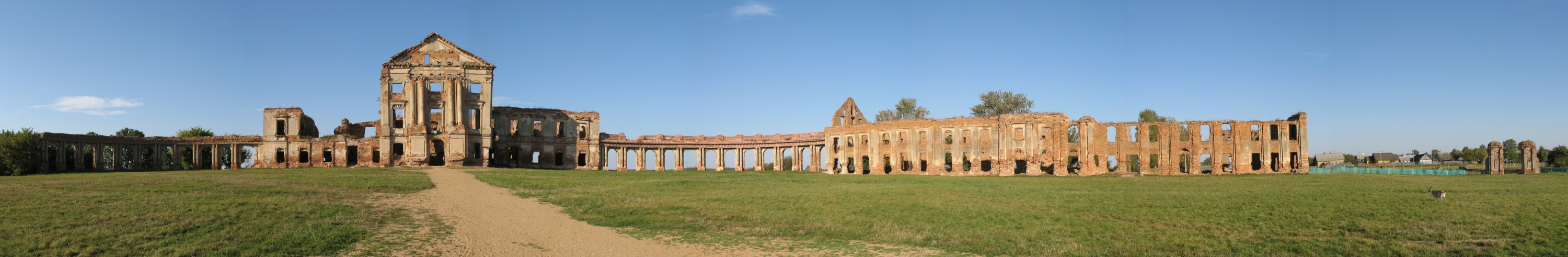
Die Ruinen von Schloss Ruschany im Jahr 2007

Schloss Ruschany (belarussisch Ружанскі палац, russisch Ружанский дворец, polnisch Pałac w Różanie) ist ein ehemaliger, heute weitgehend verfallener Sapieha-Palast in Belarus.

## Lage
Die Ruinen der Palastanlage liegen südöstlich des Dorfes Ruschany im Rajon Pruschany der Breszkaja Woblasz im westlichen Belarus nahe der Grenze zu Polen.

## Geschichte
Die ersten Bauwerke wurden in den Jahren 1598–1605 im Auftrage von Lew Sapieha errichtet. Die Anlage diente zunächst sowohl militärischen als auch repräsentativen Zwecken und entwickelte sich in den folgenden Jahrzehnten zu einem bedeutenden politischen Zentrum in Polen-Litauen. Mehrere Könige hielten sich zeitweilig hier auf und die weiträumigen Kelleranlagen beherbergten den Staatsschatz des Großfürstentums Litauen, Waffen sowie ein Staatsarchiv. Nach Beschädigungen und Plünderungen in der zweiten Hälfte des 17. und Anfang des 18. Jahrhunderts verlor der Palast seine Verteidigungsfunktion und blieb zeitweise dem Verfall überlassen. In den siebziger und achtziger Jahren des 18. Jahrhunderts ließ Alexander Saphieha die Baulichkeiten durch den sächsischen Baumeister Jan Samuel Becker in eine repräsentative Schlossanlage umwandeln, die aufgrund ihrer Weitläufigkeit und Pracht auch als „belarussisches Versailles“ bezeichnet wurde. 1786 waren die Arbeiten abgeschlossen.
Nach dem Novemberaufstand von 1831 wurden die Güter der Sapiehas verstaatlicht. Drei Jahre später wurde das Schloss verkauft und fortan als Textil- und Webfabrik genutzt.
1914 setzten Fabrikarbeiter den Palast versehentlich in Brand. Bis 1930 wurden die Gebäude teilweise renoviert; dann aber im Verlauf des Zweiten Weltkrieges wieder zerstört.

## Gebäude
| Entwurf des Schlosses   | Entwurf des Schlosses     | Entwurf des Schlosses        |
| ----------------------- | ------------------------- | ---------------------------- |
|                         |                           |                              |
| Rückseite des Schlosses | Vorderseite des Schlosses | Entwurf der Tore und Gebäude |

Heute stehen noch die Ruinen des Hauptgebäudes, das Theater im östlichen Flügel sowie zwei Arkaden. Das Eingangstor zur Parkanlage mit den beiden Flügelgebäuden wurde in den Jahren 2008–2012 aufwändig restauriert.
Das zweigeschossige Hauptgebäude besaß eine hohe Mansarde, deren Giebel mit einem Flachrelief sowie Skulpturen verziert war. Die Zimmer des Hauptgebäudes waren spiegelsymmetrisch angelegt. Links und rechts an das Hauptgebäude schlossen sich Arkaden an, die das Hauptgebäude mit Flügelgebäuden verbanden. Der östliche Block war in ein Theater und eine Arena aufgeteilt. Das Theatergebäude wird derzeit restauriert. Das westliche Bauwerk, welches eine bedeutende Gemäldegalerie beherbergte, ist nicht mehr erhalten.
Im restaurierten Eingangsgebäude ist ein Museum zur Schlossgeschichte und zur Geschichte der Familie Sapieha untergebracht.

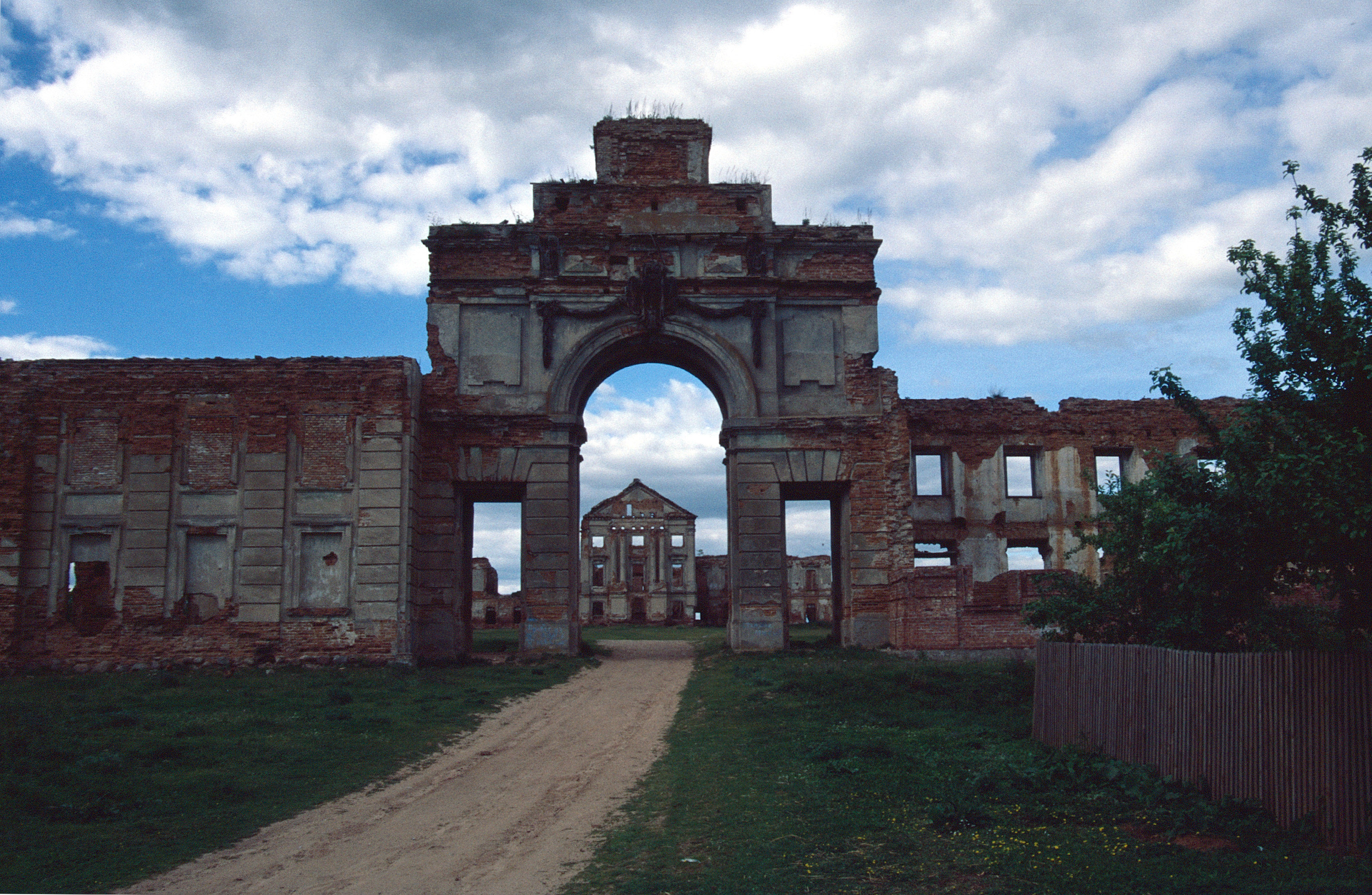
Das Palasttor vor der Restaurierung (2001)
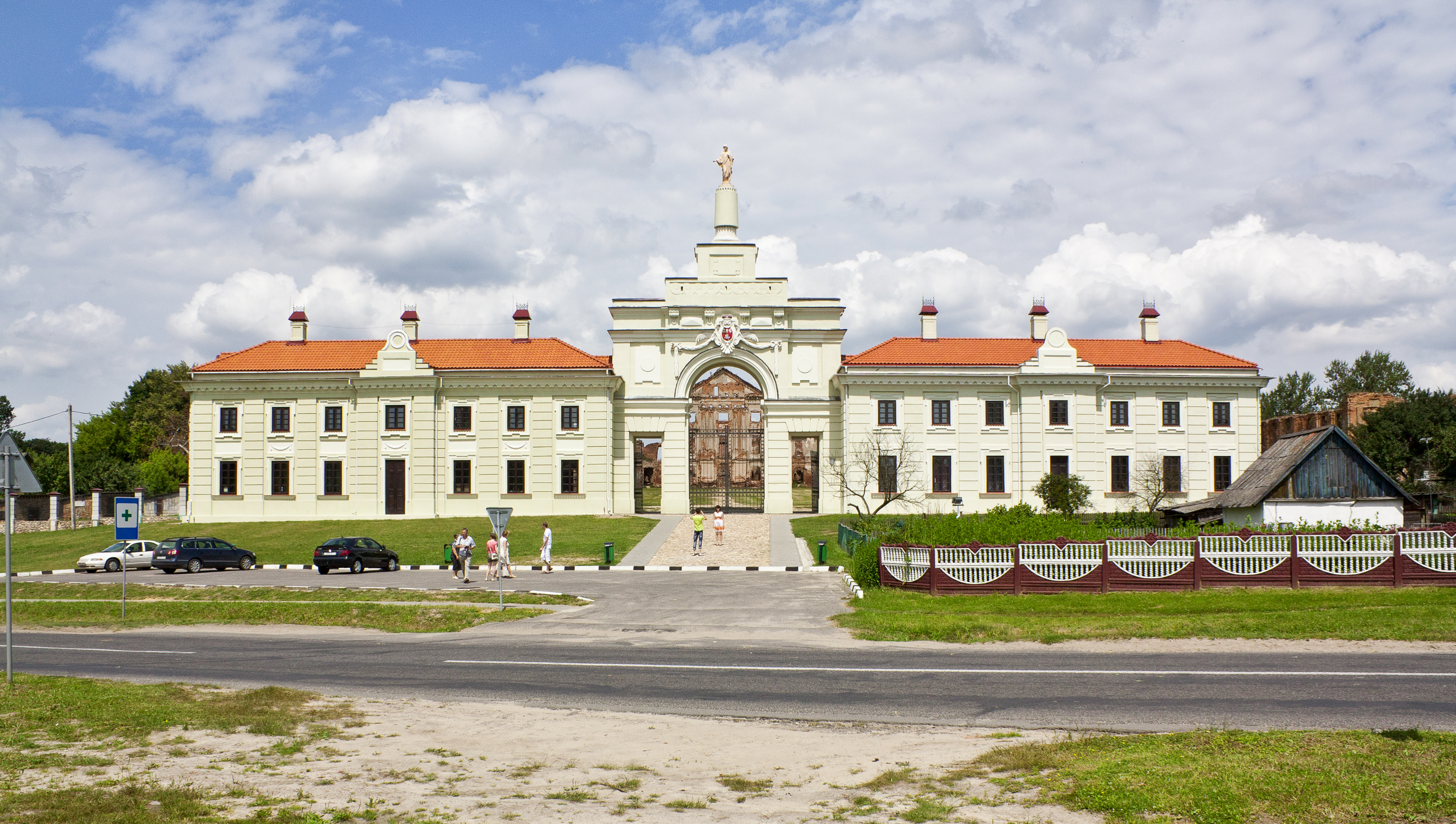
Das rekonstruierte Tor und Eingangsgebäude (2012)